# Willy Debosscher
Willy Debosscher (Gant, 14 de febrer de 1943) fou un ciclista belga, professional des del 1969 fins al 1985. Va combinar tant el ciclisme en pista com la ruta. Va aconseguir 4 victòries en curses de sis dies.

## Palmarès
- 1973
  - 1r als Sis dies de Detroit (amb Eddy Demedts)
- 1977
  -  Campió de Bèlgica en Velocitat
  -  Campió de Bèlgica en Mig Fons
- 1979
  - 1r als Sis dies de Mont-real (amb Pietro Algeri)
- 1980
  - 1r als Sis dies de Mont-real (amb Pietro Algeri)
- 1983
  - 1r als Sis dies de Buenos Aires (amb Stefan Schröpfer)